# Паредеш-де-Виадореш
Паредеш-де-Виадореш (порт. Paredes de Viadores)  —  район (фрегезия) в Португалии,  входит в округ Порту. Является составной частью муниципалитета  Марку-де-Канавезеш. По старому административному делению входил в провинцию Дору-Литорал. Входит в экономико-статистический  субрегион Тамега, который входит в Северный регион. Население составляет 1185 человек на 2001 год. Занимает площадь 8,03 км².